# Хидрогеологија
Хидрогеологија је наука која се бави проучавањем подземних вода, њиховим пореклом, условима појављивања, законима кретања, физичкохемијским својствима, узајамним односима између атмосферске, подземне и површинске воде; као и могућношћу њиховог коришћења у одређене сврхе.
У људском животу практична употреба подземних вода је велика. Маломинерализоване подземне воде користе се за водоснабдевање, наводњавање и у прехрамбеној индустрији. Минералне подземне воде, зависно од хемијског састава и температуре, користе се за лечење, рекреацију, топлификацију објеката, добијање електричне енергије или за добијање појединих корисних индустријских сировина.

## Хидрогеолошка карта
Хидрогеолошко картирање је организовано и систематско прикупљање хидрогеолошких чињеница непосредно на терену и њихово регистровање на топографске карте одговарајуће размере.
Хидрогеолошка карта је специјална геолошка карта на којој су нанети хидрогеолошки подаци: простирање водопропусних и водонепропусних стена, простирање појединих типова издани, положај зоне храњења, зоне истицања појединих издани, положај нивоа издани, подаци о физичким и хемијским особинама подземних вода итд. Хидрогеолошке карте могу бити у зависности од размере и намене: прегледне, основне, детаљне и специјалне.

## Хидрогеологија у Србији
Почетак развоја хидрогеологије у Србији је средина XIX века, када су бројни аустријски балнеолози започели испитивања лековитих вода. У последњој деценији препрошлог века, у Србији се појавњују бројни радови о подземним водама, чији су аутори били наши еминентни научници: Светолик Радовановић, Јован Жујовић, Јован Цвијић и Марко Леко.